# Виктория Василева
Вижте пояснителната страница за други личности с името Виктория.
Виктория Димитрова Василева е български икономист и политик, народен представител от листата на Обединени демократични сили (ОДС) в XXXVIII народно събрание и от Има такъв народ (ИТН) в XLV, XLVI и XLVII народно събрание. На 13 юли 2022 г. напуска политическа партия ИТН и Народното събрание. Народен представител е от ПП „Величие“ в L народно събрание. 

## Биография
Виктория Василева е родена на 27 октомври 1971 г. в Русе, Народно република България. Завършва средно образование в Английска езикова гимназия „Гео Милев“ - Русе през 1990 година. По професия е икономист.
Работи за компанията „7/8“ на Слави Трифонов като ръководител администрация в „Шоуто на Слави“ до финала на предаването през 2019 година.

## Политическа кариера
На предсрочните парламентарни избори през 1997 г. е избрана от листата на Обединени демократични сили /квота на Съюз на демократичните сили (СДС)/ за народен представител в XXXVIII народно събрание.
До 2003 г. е част от ръководството на младежкото СДС.
Представлява Инициативния комитет, инициирал референдума през 2016 година.
През 2021 г. е главен секретар на Има такъв народ (ИТН) и отговаря за структурите на партията. Василева е посочвана като един от най-близките хора до Слави Трифонов. На парламентарните избори през същата година е избрана от листата на ИТН за народен представител в XLV народно събрание от 10 МИР Кюстендил. Избрана е за заместник-председател на НС и за заместник-председател на парламентарната група.
На предсрочните парламентарни избори през юли 2021 г. е избрана за народен представител от ИТН в XLVI народно събрание от 10 МИР Кюстендил. Преизбрана е за заместник-председател на НС и за заместник-председател на парламентарната група. Член на „Комисия по вътрешна сигурност и обществен ред“. През август 2021 г. споделя недоверие, че другите партии наистина искат коалиционно споразумение и нарича дебатите в народното събрание „цирк“.
На предсрочните парламентарни избори през ноември 2021 г. е избрана за народен представител от ИТН в XLVII народно събрание от 1 МИР Благоевград. Заместник-председател на парламентарната група. Член на „Комисия по външна политика“ и на „Комисия по вътрешна сигурност и обществен ред“. Основен член на Делегация в Парламентарната асамблея на Организацията за сигурност и сътрудничество в Европа.
Участва в коалиционните преговори при съставяне на кабинета Петков.
Напуска ИТН и XLVII народно събрание на 13 юли 2022 година.
Виктория Василева се присъединява към ПП „Величие“ през юни 2024 г., когато е избрана за народен представител в L народно събрание от 26-ти МИР Софийска област.  Тя става заместник-председател на ПП „Величие“ и е номинирана за заместник-председател на Народното събрание. 
Въпреки първоначалния успех, партията се сблъсква с вътрешни конфликти. Основателят Ивелин Михайлов обвинява част от депутатите, включително Василева, в сътрудничество с други партии, без да представи доказателства. Василева отрича тези обвинения и съобщава, че е получила заплахи за живота си.  В резултат на напрежението, ПП „Величие“ се разпада, а Василева губи поста си на заместник-председател на Народното събрание. 
През август 2024 г. Василева основава нова политическа партия „Има смисъл“, заедно с други отцепници от „Величие“. Целта на новата формация е да се бори с изборната апатия и корупцията в страната.